# Mbomou (prefektura)
Mbomou – prefektura w Republice Środkowoafrykańskiej z siedzibą w Bangassou. Wchodzi w skład regionu Haut-Oubangui.
Prefektura rozciąga się w południowo-wschodniej części kraju i graniczy od południa z Demokratyczną Republiką Konga. Na zachodzie Mbomou graniczy z prefekturą Basse-Kotto, na północy z prefekturą Haute-Kotto i na wschodzie z prefekturą Haut-Mbomou.
Powierzchnia Mbomou wynosi 61 150 km². W 1988 zamieszkiwało ją 111 179, a w 2003 roku 164 009 osób.
W skład Mbomou wchodzi pięć podprefektur (sous-préfectures) i 10 gmin (communes):
- podprefektura Bakouma
  - Bakouma
- podprefektura Bangassou
  - Bangassou
  - Sayo Niakari
  - Voungba-Balifondo
  - Zangandou
- podprefektura Gambo
  - Gambo
  - Ngandou
- podprefektura Ouango
  - Ouango
  - Ngbandinga
- podprefektura Rafai
  - Rafai